# Global Zero
Global Zero is een internationale beweging voor de afschaffing van kernwapens. 
Global Zero wordt gesteund door onder andere Barack Obama, koningin Noor van Jordanië en Richard Branson. Bekende Nederlanders die de petitie hebben ondertekend zijn Ruud Lubbers, Wim Kok en Hans van den Broek. 

## Organisatie
Global Zero werd opgericht in Parijs in december 2008 door de Amerikanen Matt Brown en Bruce G. Blair, die directeur is van de denktank World Security Institute. 
Inmiddels hebben mensen wereldwijd de petitie voor de afschaffing van nucleaire wapens ondertekend, waaronder 300 bekende politici, militairen, ondernemers en religieuze leiders. Er zijn kantoren in onder andere de Verenigde Staten, Frankrijk, Duitsland en het Verenigd Koninkrijk. 
Een belangrijk onderdeel van de strategie van Global Zero is het aanstellen en opleiden van student leaders (studentleiders). Global Zero gelooft dat de studenten van vandaag de wereldleiders van morgen zijn. Vandaar dat het cruciaal is om studenten te overtuigen zich in te zetten voor een wereld zonder kernwapens. Op dit moment zijn er meer afdelingen van Global Zero op universiteiten en scholen in verschillende landen.

## Actieplan
Een internationale commissie van Global Zero bestaande uit 23 politieke en militaire leiders heeft een actieplan opgesteld. Het is een praktisch plan om stap voor stap tot een wereld zonder kernwapens te komen, binnen twee decennia. 
Fase 1 (2010 – 2013): door middel van onderhandelingen moeten Rusland en de Verenigde Staten beiden hun kernwapens terugbrengen tot ieder 1000 stuks. Ze hebben hiervoor tot 2018 de tijd. Onderhandelingen met meerdere landen moeten alvast worden voorbereid.
Fase 2 (2014 – 2018): in dit kader moeten Rusland en de Verenigde Staten beiden hun kernwapens terugbrengen tot ieder 500 stuks, onder voorwaarde dat andere landen de productie van kernwapens stopzetten. Rusland en de Verenigde Staten hebben hiervoor tot 2021 de tijd. Verder moet er een systeem opgezet worden om inspecties naar kernwapens goed te laten verlopen. 
Fase 3 (2019 – 2023): alle landen die in staat zijn kernwapens te produceren moeten een internationaal, juridisch bindend akkoord tekenen waarmee ze zich verplichten van kernwapens te ontdoen voor 2030.
Fase 4 (2024 – 2030): in deze fase moet het akkoord nageleefd worden en moeten alle kernwapens afgeschaft worden. 
Landen mogen in elke fase toetreden.   

## Lijst van bekende ondertekenaars
| Naam                       | Land                 | Beroep              |
| -------------------------- | -------------------- | ------------------- |
| Ernesto Zedillo            | Mexico               | Politicus           |
| Muhammad Yunus             | Bangladesh           | Econoom             |
| Margot Wallström           | Zweden               | Politicus           |
| Hans van den Broek         | Nederland            | Diplomaat           |
| Desmond Tutu               | Zuid-Afrika          | Religieuze leider   |
| Mário Soares               | Portugal             | Politicus           |
| Javier Solana              | Spanje               | Diplomaat           |
| Helmut Schmidt             | Duitsland            | Politicus           |
| Mary Robinson              | Ierland              | Politicus           |
| Michel Rocard              | Frankrijk            | Politicus           |
| Fidel Ramos                | Filipijnen           | Politicus           |
| Koningin Noor van Jordanië | Jordanië             | Koninklijke familie |
| Sari Nusseibeh             | Palestijnse Gebieden | Academicus          |
| Edwin Frederick O'Brien    | Verenigde Staten     | Religieuze leider   |
| Walter Mondale             | Verenigde Staten     | Politicus           |
| Amr Moussa                 | Egypte               | Diplomaat           |
| Robert McFarlane           | Verenigde Staten     | Militair            |
| Kishore Mahbubani          | Singapore            | Diplomaat           |
| Ruud Lubbers               | Nederland            | Politicus           |
| Ricardo Lagos              | Chili                | Politicus           |
| Wim Kok                    | Nederland            | Politicus           |
| Václav Havel               | Tsjechië             | Politicus           |
| Felipe González            | Spanje               | Politicus           |
| Michail Gorbatsjov         | Rusland              | Politicus           |
| Chuck Hagel                | Verenigde Staten     | Politicus           |
| Lee H. Hamilton            | Verenigde Staten     | Politicus           |
| Hans-Dietrich Genscher     | Duitsland            | Diplomaat           |
| Yasuo Fukuda               | Japan                | Politicus           |
| Vicente Fox                | Mexico               | Politicus           |
| Lawrence Eagleburger       | Verenigde Staten     | Diplomaat           |
| Rolf Ekéus                 | Zweden               | Diplomaat           |
| Mohamed ElBaradei          | Egypte               | Diplomaat           |
| Stephen Colbert            | Verenigde Staten     | Media               |
| Massimo D'Alema            | Italië               | Politicus           |
| Ivo Daalder                | Verenigde Staten     | Diplomaat           |
| Romeo Dallaire             | Canada               | Militair            |
| Frederik Willem de Klerk   | Zuid-Afrika          | Politicus           |
| Kemal Derviş               | Turkije              | Econoom             |
| Jayantha Dhanapala         | Sri Lanka            | Diplomaat           |
| Michael Douglas            | Verenigde Staten     | Acteur              |
| Frank Carlucci             | Verenigde Staten     | Diplomaat           |
| Jimmy Carter               | Verenigde Staten     | Politicus           |
| Menzies Campbell           | Verenigd Koninkrijk  | Politicus           |
| Zbigniew Brzezinski        | Verenigde Staten     | Diplomaat           |
| Gro Harlem Brundtland      | Noorwegen            | Politicus           |
| Richard Branson            | Verenigd Koninkrijk  | Ondernemer          |
| Hans Blix                  | Zweden               | Diplomaat           |
| Carl Bildt                 | Zweden               | Politicus           |
| Lawrence Bender            | Verenigde Staten     | Media               |
| José María Aznar           | Spanje               | Politicus           |
| Timothy Garton Ash         | Verenigd Koninkrijk  | Academicus          |
| Margaret Beckett           | Verenigd Koninkrijk  | Politicus           |
| Rob Bell                   | Verenigde Staten     | Religieuze leider   |